# Quartz (macOS)
Quartz ist die 2D- und 3D-Grafikbibliothek des Apple-Betriebssystems macOS. Aufbauend auf dem plattformübergreifenden PDF-Standard (Portable Document Format) kann Quartz 2D hochwertige Texte und Grafiken mit Kantenglättung anzeigen und ausdrucken und bietet Unterstützung für OpenType-, PostScript- und TrueType-Zeichensätze.

## Komponenten
Quartz besteht aus den folgenden Bausteinen:
- Quartz 2D: Eine Grafikbibliothek, die zur Anzeige zweidimensionaler Elemente (Raster- und Vektorgrafik inkl. Text) verwendet wird. Dabei werden feine Strukturen mit Hilfe von Antialiasing und Subpixel-Renderings dargestellt.
- OpenGL: Programmierschnittstelle für dreidimensionale Grafiken
- QuickTime: Multimedia-Architektur (z. B. Video- und Audio-Decodierung und -Ausgabe)
- Quartz Compositor: Fenstersystem

Ab Mac OS X 10.2 „Jaguar“ wurde Quartz Compositor mit Quartz Extreme erweitert. Quartz Extreme benutzt OpenGL genauso wie eine normale Applikation und behandelt den Desktop wie eine 3D-Szene. Dadurch kann die Grafikkarte zur Berechnung der Effekte (wie Schatten oder Animationen) verwendet werden, was den Hauptprozessor entlastet.

## Vergleichbare Entwicklungen für andere Betriebssysteme
Microsoft hat eine ähnliche Technik für Windows Vista entwickelt, die Windows Presentation Foundation.
Unter Linux sind Xgl und AIGLX zusammen mit einem Composition-Manager wie Enlightenment e17 oder Compiz mit Quartz Extreme vergleichbar.